# Eberhard von Mackensen
Eberhard von Mackensen, nemški general, * 24. september 1889, Bromberg, † 19. maj 1969, Alt-Mühlendorf bei Nortorf.